# Lago di Corbara (See)
Der Lago di Corbara ist ein Stausee in der Provinz Terni in der Region Umbrien in Italien.

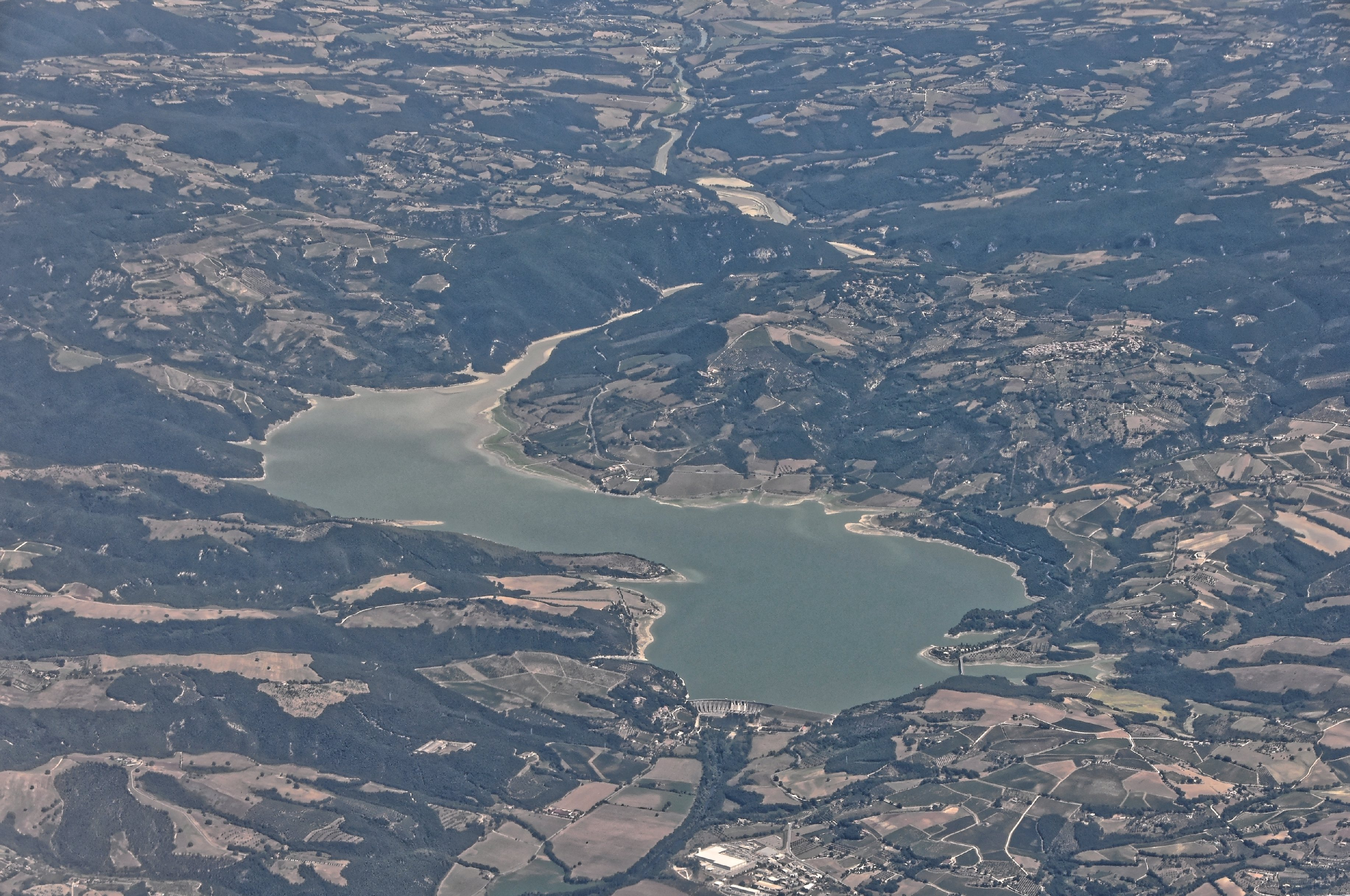
Der See von oben

## Name
Der Name Corbara steht schon Jahrhunderte in Verwendung und leitet sich vom lat.: corvus für „Rabe“ ab. Der Name des am Ufer des Sees liegenden Ortes Corbara war auch namensgebend für den Stausee. Lago steht für ital. „See“.

## Geschichte
Mit dem Bau des Stausees wurde 1959 begonnen. Die Fertigstellung erfolgte 1963.

## Daten
Der Tiber nimmt auf seinem Weg durch Umbrien fast alle Gewässer der Region auf. Der Lago di Corbara wird vor allem durch den Tiber gespeist und hat in Bezug auf den Stausee ein Einzugsgebiet von etwa 6075 km². Die Anlage wird von Enel S.p.A. betrieben, einem italienischen Energiekonzern mit Sitz in Rom. Das Absperrbauwerk ist eine Gewichtsstaumauer mit einer Länge von 640 m und einer maximalen Höhe von 52 m. Der Stausee hat eine maximale Kapazität von 190.000.000 m³ und von diesen sind 135.000.000 m³ für die Energiegewinnung nutzbar.  Es sind 38 Turbinen installiert und es können maximal 531 MW gleichzeitig in elektrische Energie umgewandelt werden.
Der Staudamm dient auch der Regulierung der Wasserabgabe an den Tiber im Unterlauf um z. B. Überschwemmungen zu verhindern.
Am linken Ufer, von der Staumauer aus gesehen, führt die Staatsstraße 448 (Strada statale 448 di Baschi) vorbei.

## Tourismus
Der See und die Umgebung wird intensiv touristisch genutzt. Sportliche Aktivitäten umfassen z. B. Canyoning, Sportfischen, Kanu / Kajak, Orientierungslauf, Pferde-Trekking.